# Infinite (musikalbum av Eminem)
Infinite är Eminems första självständiga album och släpptes 12 november 1996. Detta album sålde endast ungefär 1000 kassetter och 100 vinylskivor och blev enligt Eminem själv ett misslyckande.

## Låtlista
| Nr | Titel             | Gästartist(er)   | (Bra) |
| -- | ----------------- | ---------------- | ----- |
| 1  | "Infinite"        |                  | Ja    |
| 2  | "WEGO"            |                  | Ja    |
| 3  | "It's OK"         | Eye-Kyu          |       |
| 4  | "313"             | Eye-Kyu          |       |
| 5  | "Tonite"          |                  |       |
| 6  | "Maxine"          | Kon Artis, Three |       |
| 7  | "Open Mic"        | Thyme            |       |
| 8  | "Never 2 Far"     | Kon Artis        |       |
| 9  | "Searchin"        | Kon Artis        |       |
| 10 | "Backstabber"     |                  |       |
| 11 | "Jealosy Woes II" |                  |       |